# CS Tiligul-Tiras Tiraspol
A CS Tiligul-Tiras Tiraspol megszűnt moldáv labdarúgócsapat, Tiraspol városának legrégebben alapított csapata. Háromszoros moldávkupa-győztes. 2009-ben pénzügyi nehézségek miatt beolvadt az Olimpia Bălți tartalékcsapatába.

## Eredmények
Moldáv kupa
- Aranyérmes (3): 1993, 1994, 1995